# Università di Furman
Furman University è un'università privata situata a Greenville, nella Carolina del Sud, negli Stati Uniti. Fondata nel 1826 e intitolata al pastore battista Richard Furman, è la più antica istituzione privata di istruzione superiore dello Stato. L’università è laica dal 1992, pur mantenendo il motto Christo et Doctrinae ("Per Cristo e per la conoscenza"). Nell’autunno del 2021 contava circa 2.300 studenti universitari e 150 studenti post-laurea nel suo campus di 750 acri (circa 304 ettari).

## Storia

### Origini (XIX secolo)
Furman Academy and Theological Institution fu fondata dalla South Carolina Baptist Convention e incorporata nel dicembre 1825 a Edgefield. Con dieci studenti, le prime lezioni iniziarono il 15 gennaio 1828, sebbene alcune fonti riportino il 1827 come data di apertura. Fino al 1850, l’iscrizione media rimase intorno ai dieci studenti e l’istituzione fu a rischio costante di insolvenza. Dal 1829 al 1834 operò negli High Hills del Santee (oggi Stateburg). Furman chiuse dal 1834 al 1837. Alla riapertura, su impulso del reverendo Jonathan Davis, presidente del Board of Agents, si trasferì nella contea di Fairfield.
Nel 1850, il parlamento statale concesse lo statuto di università a Furman. Tuttavia, solo nel 1851 i battisti riuscirono a raccogliere i fondi necessari per il trasferimento a Greenville. L’università chiuse tra il 1861 e il 1866 durante la guerra civile, poiché molti studenti e membri della facoltà si arruolarono nell’esercito confederato.
La Faculty Residence della Furman Institution è oggi un ricordo visibile di questo periodo iniziale.

### Crescita e sviluppo (XX secolo)
Furman University si trova nella sua attuale sede dal 1958. Il lago Furman e la torre campanaria sono elementi iconici del campus. Negli anni '30, le studentesse del Greenville Women’s College iniziarono a frequentare le lezioni con gli studenti di Furman, e le due istituzioni si fusero poco dopo.
Nel 1924, Furman fu designata tra i quattro beneficiari accademici del Duke Endowment, attraverso il quale ha ricevuto oltre 110 milioni di dollari entro il 2007. Altri beneficiari includono le università Duke, Davidson e Johnson C. Smith.
Negli anni '50, studenti e docenti iniziarono a premere per l’integrazione razziale. Nel 1955, alcuni studenti pubblicarono testi a favore dell’integrazione sulla rivista The Echo, ma l’amministrazione ne distrusse tutte le copie stampate. Nel 1953 cominciò la costruzione del nuovo campus, a circa otto chilometri dal centro di Greenville, dove si tennero le prime lezioni nel 1958.
Nel 1963, il consiglio di amministrazione votò per l’ammissione di studenti afroamericani. Tuttavia, la decisione fu rinviata e poi annullata dalla South Carolina Baptist Convention. Solo nel 1965, grazie all’impegno del nuovo presidente Gordon W. Blackwell, fu permessa l’ammissione degli studenti neri. Joseph Vaughn fu il primo a iscriversi.
Nel 1992, l’università cessò formalmente i suoi legami con la South Carolina Baptist Convention, pur mantenendo una tradizione di apertura religiosa e rispetto per la diversità.

### XXI secolo
Nel 2012, fu costruito un nuovo edificio per l’educazione continua, intitolato a Sarah e Gordon Herring. Nello stesso anno fu ristrutturato il centro studentesco, che prese il nome di Trone Student Center in onore del contributo filantropico dell’alumnus David Trone.
Nel 2018, il gruppo di lavoro Task Force on Slavery and Justice pubblicò un rapporto intitolato Seeking Abraham, con raccomandazioni per riconoscere il ruolo della schiavitù nella storia dell’università. Il documento prende il nome da Abraham Sims, uno schiavo che visse nella casa del primo presidente dell’università, James C. Furman. In seguito, Furman Hall fu rinominato e fu eretta una statua in onore di Joseph Vaughn.

## Campus
Il campus è situato ai piedi dei Monti Blue Ridge. È stato riconosciuto a livello nazionale per la sua bellezza da testate come USA Today, Times Higher Education e Travel + Leisure.

### Timmons Arena
La Timmons Arena è un’arena multifunzionale con 4.000 posti, sede della squadra di basket dei Furman Paladins dal 1997.

### Cliffs Cottage
Inaugurato nel 2008, il Cliffs Cottage è una casa modello a basso impatto ambientale, alimentata da pannelli solari e riscaldamento geotermico. È stato il primo showcase sostenibile della rivista Southern Living.

### Giardino asiatico e Place of Peace
Il campus ospita un giardino asiatico, al centro del quale si trova un tempio buddista trasferito dal Giappone. È presente anche una replica della capanna di Henry David Thoreau.

### Biblioteca James B. Duke e altre strutture
Tra gli edifici principali figurano la James B. Duke Library, la John E. Johns Hall e la Place of Peace.

## Sostenibilità ambientale
Furman promuove la sostenibilità attraverso iniziative di conservazione, riciclo e trasporti alternativi. Il campus ospita una fattoria didattica e un impianto solare fotovoltaico di sei acri. L’obiettivo dell’università è raggiungere la neutralità carbonica entro il 2026. È stata inclusa nelle classifiche delle università più sostenibili da The Princeton Review, Sierra Club e dal Sustainable Endowments Institute.

## Organizzazione e amministrazione
L’università è guidata da un consiglio di amministrazione composto da 36 membri. Dal 2014, la presidente è Elizabeth Davis. L'amministrazione comprende undici dirigenti senior, tra cui il rettore e il decano della facoltà.

## Accademici
Furman offre corsi di laurea in 42 discipline. Il curriculum si basa sulle arti liberali e include requisiti di formazione generale in varie aree, come scienze naturali, analisi testuale, comportamento umano, matematica, storia e cultura mondiale.
I quattro istituti principali sono:
- Shi Institute for Sustainable Communities
- Richard W. Riley Institute
- Institute for the Advancement of Community Health
- Hill Institute for Innovation and Entrepreneurship

Le discipline più frequentate nel 2021 sono state: Scienze della salute, Biologia, Comunicazione, Scienze politiche, Economia aziendale e Psicologia.
L’università ha prodotto numerosi borsisti Truman, Rhodes e Fulbright.

## Reputazione e classifiche
Nel 2025, U.S. News & World Report ha classificato Furman al 45º posto tra i college di arti liberali negli Stati Uniti. Altri riconoscimenti provengono da The Princeton Review, Forbes e Washington Monthly. Furman è nota anche per il numero elevato di laureati che proseguono con un dottorato di ricerca.

## Vita studentesca
Furman partecipa alle competizioni NCAA Division I e FCS nel football. Dispone di 7 squadre maschili, 9 femminili e numerose squadre intramurali. Nel 2018, si è classificata al primo posto tra i membri della Southern Conference nel NACDA Directors' Cup.

## Persone notevoli
Tra gli ex studenti:
- Alexander Stubb, presidente della Finlandia
- Clint Dempsey, calciatore
- Charles H. Townes, fisico premio Nobel
- Amy Grant, cantante
- Mark Sanford, ex governatore della Carolina del Sud

Tra i docenti:
- Jay Bocook, compositore
- Richard Riley, ex governatore e segretario all’Istruzione
- Edvard Tchivzhel, direttore d’orchestra